# タレントゥムのレオニダス
タレントゥムのレオニダス（古代ギリシア語: Λεωνίδας ὁ Ταραντῖνος, ドーリス方言, Leōnidās ho Tarantīnos, 紀元前3世紀初）は、エピグラム詩人で抒情詩人である。別名、タラスのレオニダス。彼は紀元前3世紀にイタリアに居住し、マグナ・グライキアのアプーリアの沿岸にあるタレントゥムにあった。100編を超える彼のエピグラム詩は、メレアグロスの『花冠』に含まれ、従って、10世紀から14世紀に編纂された『ギリシア詞華集』に収録され現存している。大部分の作品が、奉献または葬礼の詩である。

## 概説
レオニダスの青春時代は、イタリア南海岸のギリシア（植民）都市が、その存在を脅かすローマの危険に対し初めて覚醒し、好戦的なエピルスの王たちの保護を模索した最初の時代にあたっている。レオニダスの初期の広範囲な詩作品の一つは、アイアキデスの息子で、エピルスのネオプトレモス2世の宮廷に彼自身が訪ね、保護の約束を求めた旅の年代誌をうたっている。
ネオプトレモス2世は、彼以上に好戦的な従兄弟のピュロスによって暗殺され、ピュロスはギリシア人の覇者となることを熱烈に求めた。このためレオニダスは、戦争に備え同郷の人々を結集させるため、イタリアに帰った。
レオニダスはその没後に非常に有名になったとはいえ、生前は、その詩作によってかろうじて糊口を凌ぐことができたに過ぎなかった。ある厳然たる詩において、彼は自身の食事の容器をねらうねずみについてうたい、彼が必要とするのは、一つまみの塩と二個の大麦のパンしかないことをねずみたちに思い出させている。
翻訳者エドウィン・ビーヴァン（en:Edwyn Bevan）によれば、「レオニダスの詩作品の多くは、死への思いに満たされている……レオニダスにとっては、人生の超越的な意味についてのいかなる感情も存在しないように思える……彼は、この太陽に照らされた小さな日常世界の外側には、この世の人の像が一つ一つと消え去って行く不明瞭な暗黒を除いて、何もないのだという思いに、ほとんど満足を見いだしているようにも思える」

### 作風と人生
彼は、同時代の詩人であるカッリマコスやアスクレピアデスと異なり、恋愛や饗宴の詩を作らなかった。レオニダスの作品は、その作風が、複雑な構文のなかで展開される、装飾的で、奇矯な言葉などが組み込まれた、技巧に満ち満ちたものであったにもかかわらず、主として、墓碑銘（エピタフ）や、貧しい人々、田舎の農夫、漁夫、水夫たちを主題とした詩作品であった。
彼はみずから選んで放浪者の人生を目指したようで、そのためか、彼の作品はギリシア本土や東エーゲ海にわたる、多数の異なる場所を舞台としてうたわれている。彼の自伝的な幾つかの詩作品や、貧しさへの彼の拘泥は、キュニコス派の思想の影響を示唆している（レオニダスは、ディオゲネスに献げるエピタフを書いている）。
後世の詩人は、ギリシア人かローマ人かにかかわらず、レオニダスを尊敬し、彼の詩を模倣した。

## 英訳
- The Poems of Leonidas of Tarentum (1931) Introduced and Translated by Edwyn Bevan, Oxford: The Clarendon Press. (The only complete English translation of specifically Leonidas' works in one volume.)